# 展毛地椒
展毛地椒（学名：Thymus quinquecostatus var. przewalskii）为唇形科百里香属下的一个变种。

## 扩展阅读
- 維基物種上的相關：展毛地椒